# سلام، قهرمان!
سلام، قهرمان! (به انگلیسی: Hail, Hero!) فیلمی محصول سال ۱۹۶۹ و به کارگردانی دیوید میلر است. در این فیلم بازیگرانی همچون مایکل داگلاس، پیتر اشتراوس، آرتور کندی، ترزا رایت، دبورا وینترز، جان لارچ، چارلز دریک و جان کوالن ایفای نقش کرده‌اند.